# Gubernia Nijni Novgorod
Gubernia Nijni Novgorod (în rusă Нижегородская губерния, transliterat: Nijegorodskaia gubernia) a fost o diviziune administrativă (gubernie) a Țaratului Rusiei, Imperiului Rus și RSFS Ruse, care a existat între anii 1714 și 1929.